# Litsea cylindrocarpa
Litsea cylindrocarpa är en lagerväxtart som beskrevs av James Sykes Gamble. Litsea cylindrocarpa ingår i släktet Litsea och familjen lagerväxter. Inga underarter finns listade i Catalogue of Life.